# Ajmal Selab

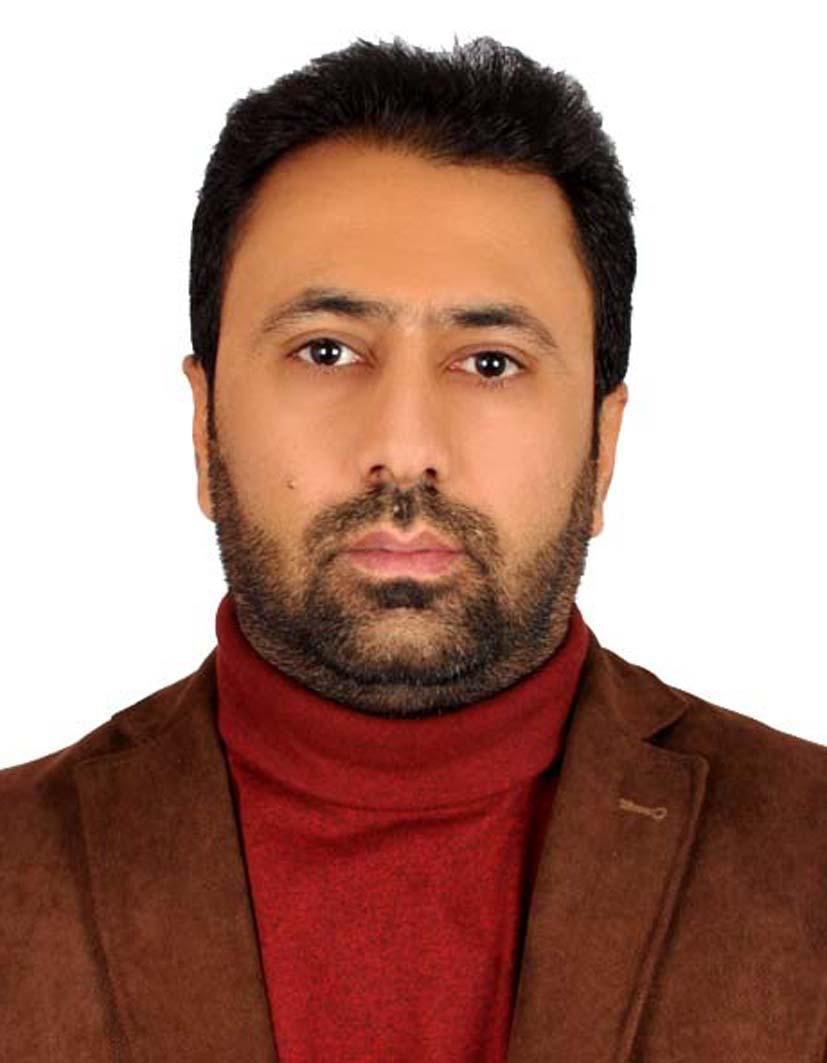
Ajmal Selab, 2022

Ajmal Selab (geb. 11. Januar 1984) aus dem Dorf Dschangalak in Panjshir ist ein afghanischer Politiker. Er ist Mitglied der Hizb-e-Jamiat Islami und ein enger Vertrauter von Ahmad Zia Massoud.

## Leben
Im Jahr 1990 wurde Selab in die Ghulam-Haidar-Khan-Hochschule aufgenommen. Im Jahr 2002 schloss er sein Studium an der Khalilullah-Khalili-Hochschule ab. 2002 trat er der politischen Partei Jamiat-e Islami Afghanistan bei. Um mehr Wissen zu erlangen, trat er im Jahr 2004 in das Institut für Wirtschaft ein. Nach Abschluss dieses Kurses begann er als stellvertretender Büroleiter für Regierungsangelegenheiten im Centre for Humanitarian Action (CHA)zu arbeiten. Während seiner Arbeit in dieser ausländischen Institution studierte er Rechtswissenschaften und Politikwissenschaften am Masbah Institute for Higher Education. Im Jahr 2008 trat er offiziell in den Dienst der Regierung und wurde als Mitarbeiter der Generalstaatsanwaltschaft Afghanistans zugeteilt. Nach zwei Jahren bei der Generalstaatsanwaltschaft trat er 2010 von seinem Amt zurück und begann seine Arbeit als Sekretär des Vorsitzenden der Nationalen Front Afghanistans. Nach der Gründung der Nationalen Front Afghanistans im Jahr 2010 schloss er sich dieser politischen Bewegung an. Parallel zu seinen Aufgaben beendete er 2014 sein Bachelor-Studium an der Fakultät für Rechtswissenschaften und Politikwissenschaften in Kabul.
Im selben Jahr, nach den Präsidentschaftswahlen in Afghanistan, begann er seine Arbeit als Assistent von Ahmad Zia Masood, dem außerordentlichen Vertreter des Präsidenten für Reformen und gute Regierungsführung. Nach Meinungsverschiedenheiten zwischen Ashraf Ghani Ahmadzai und Ahmad Zia Masood, die zum Rücktritt von Masood führten, setzte Ajmal Selab seine Arbeit als Büroleiter von Masood im Büro der stellvertretenden Leitung der Hizb-e-Jamiat Islami fort. Im Jahr 2018 trat er als Kandidat für das Parlament des Landes im Widerstandsbereich an. Nach Rücksprache mit den Ältesten des Landes zog er jedoch seine Kandidatur zurück. Am 15. August 2021 begab er sich mit einem 11-köpfigen Team, darunter Ahmad Zia Masood und andere politische Führer und Politiker des Landes, zu Friedensgesprächen nach Pakistan. Diese Gespräche führten jedoch zu keinem Ergebnis, und das Regime der Republik Afghanistan stürzte ab. Seit August 2021 ist Jamil Silab im Ausland politisch aktiv.
Ajmal Selab lebt derzeit in Deutschland.